# Sidiailles

Sidiailles este o comună în departamentul Cher, Franța. În 1 ianuarie 2022 avea o populație de 295 de locuitori.